# Plastična kirurgija
Plastična kirurgija je ime za mlado vejo kirurgije, ki se ukvarja z oblikovanjem delov telesa ali telesa kot celote. Zdravnik-kirurg, ki je strokovnjak za lepotne in reparativne operacije, se imenuje plastični kirurg.
Sprva so plastično kirurgijo pojmovali kot kirurško oblikovanje kože in podkožja. Tako poimenovanje je zgrešeno, saj se danes plastična kirurgija ukvarja z vsemi tkivi v telesu.
Z oblikovanjem in spreminjanjem telesa se ukvarja estetska kirurgija, ki je zgolj ožja podvrsta plastične kirurgije.
Poleg spreminjanja zunanjega videza telesa se plastična kirurgija ukvarja predvsem z vračanjem delovanja tkiv in organov, ki so jih prizadele bolezni in poškodbe. Gre za narejanje ali vračanje naravi čim bolj podobne oblike, zgradbe in delovanja, zato govorimo o plastični in rekonstrukciji kirurgiji.
Osnovi dejavnosti plastične kirurgije sta transplantacija (presajanje) in transpozicija (premeščanje) tkiv in organov.

## Glavna področja plastične kirurgije:
- Opekline
- Rak (kožni rak, rak dojke)
- Prirojene okvare
- Degenerativno tkivo, ki zahteva obnovo
- Estetske operacije